# Graciette Salmon
Graciette Salmon foi uma poetisa brasileira.
Nasceu em Curitiba, filha de Ludgero Salmon e Luiza Salmon.
Foi membro da Academia Paranaense de Poetas.
Não recebeu em vida o devido reconhecimento pelo seu trabalho, mas deixou registrado o seu legado que é pouco conhecido do público leitor.
Suas obras poéticas são em grande número e grandes em sua qualidade.
A vida é uma vitrina  é uma de suas melhores obras.
Morou por longos anos no bairro Juvevê, mas foi no bairro Uberaba que seu nome entrou nos anais do município de Curitiba, onde uma pequena e graciosa rua leva seu nome.

## Obras publicadas
“
(...) Eu queria
- e isso o que pedi com muito ardor –
o ouro precioso e fino,
o ouro genuíno
de um grande e puro amor,
mas trouxeste um amor de fantasia,
um amor de latão,
que andou rolando,
passando
de um a outro coração.
Assim, portanto, o teu presente
aqui te mando em devolução.
Há de querê-lo, certo, muita gente,
mas eu, Papai Noel velhinho e amigo,
- não te zangues comigo –
não quero nada de segunda mão. ”

— Graciette Salmon (poetisa Paranaense)
- “O que ficou do sonho” (1947)
- “Caminhos de ontem” (poesia, 1953);
- “A vida por dentro” (poesias, 1956);
- “Vão clamor” (plaqueta sobre a poesia de Leôncio Correia);
- “À beira do tempo”, 1958; separata do livro Um Século de Poesia, edição do Centro Paranaense Feminino de Cultura;
- “Enquanto houver caminho”, (poesias, 1958), premiado pelo Centro de Letras do Paraná;
- “Cantinho de poesia” (crônicas, 1964);
- “Dona vida”, (poesias, 1964);
- “Pássaro perdido”, (poesias, 1967);
- “Estrela sozinha”, (poesias, 1969);
- “Vitral iluminado”, (poesias, 1971);
- “Ciranda”, (poesias, 1982).

## Obras sobre a poetisa
- "Graciette Salmon" – A Ciranda da Estrela Sozinha” (ensaio) - Adélia Maria Woellner - Editora Torre de Papel, 2003 [3]
- "Graciette Salmon" - biografia - Eliane de A. Krueger - Curitiba: Secretaria de estado da cultura, 1992. 51 p.